# تاکین طلایی
تاکین طلایی (نام علمی: Budorcas taxicolor bedfordi) نام یک زیرگونه از گونه تاکین است.